# Eligant Lyceum
Het Eligant Lyceum is een middelbare school in de Nederlandse stad Zutphen, met havo- en vwo-onderwijs, inclusief een gymnasium en technasium. Het woord "Eligant", afgeleid van het Latijnse werkwoord ēligēre (kiezen), wordt door de school letterlijk uitgelegd als "laat ze kiezen"; een onderwijsconcept waarbij leerlingen vrijheid krijgen om hun eigen leerroute te bepalen. Het is een samenwerkingsschool die is ontstaan uit de fusie van twee moederscholen, het Baudartius College en het Stedelijk Zutphen. De school startte in augustus 2019 met een brugklas.
Eind 2021 stelde de gemeente Zutphen geld beschikbaar voor een verbouwing, zodat de leerlingen van de twee fusiescholen in hetzelfde gebouw aan de  Isendoornstraat 3 terecht kunnen.
In 2024 werd de school door Ouders & Onderwijs uitgeroepen tot meest oudervriendelijke middelbare school van Nederland.
Soms verhuurt de school ruimtes voor andere doeleinden, bijvoorbeeld aan de kerk of een koor, en ook werd er meermaals het Groot Zutphens Dictee gehouden.